# Dicranella longirostris
Dicranella longirostris är en bladmossart som beskrevs av Mitten 1869. Dicranella longirostris ingår i släktet jordmossor, och familjen Dicranaceae. Inga underarter finns listade i Catalogue of Life.